# Isabelle Boemeke
 (mars 2021).
Isabelle Boemeke est une mannequin, influenceuse et militante pour l'énergie nucléaire brésilienne qui vit en Californie. Elle fait de la vulgarisation sur le thème de la protection de l'environnement, de l'énergie et le nucléaire sur ses réseaux sociaux. Elle est active sur Instagram, Twitter, TikTok et YouTube notamment,,.

## Carrière de mannequin
Isabelle Boemeke a développé une collection de vêtement nommée « decarbonize » qui signifie en français « decarbonise ». La mannequin s'est notamment faite remarquer au Met Gala.

## Activité de vulgarisation et militantisme
Isabelle Boemeke cultive un personnage qu'elle surnomme « Isodope ». Pour ses vidéos de vulgarisation sur les réseaux elle détourne le style des tutos beauté sur YouTube,. D'après elle, sa sensibilité pour l'environnement s'est aiguisée lors des incendies qui ont ravagé l'Amazonie et l'Australie en 2019, dans le même temps elle s'est intéressée à l'énergie nucléaire et son rôle potentiel dans la lutte contre le réchauffement climatique. Selon elle, la peur du nucléaire est davantage liée à une méconnaissance du sujet qu'a un danger réel. Isabelle Boemeke défend aussi les énergies renouvelables qu'elle qualifie de « clean energy » qui se traduit par « énergie propre ». Elle milite contre la fermeture des réacteurs encore fonctionnels,. Elle a réalisé une interview de Zion Lights, une autre militante pro-nucléaire.
Elle participe à la production du documentaire Nuclear Now (2022) d'Oliver Stone.